# Problema de condición de frontera

Muestra una región donde una ecuación diferencial existe y los valores asociados a las condiciones de frontera.

En matemáticas, en el campo de las ecuaciones diferenciales, un problema de valor de frontera (también llamados como problemas de valor o condición, de borde o contorno) se lo denomina al conjunto de una ecuación diferencial y a las condiciones de frontera o contorno. Una solución de un problema de condiciones de frontera es una solución de una ecuación diferencial que también satisface condiciones de frontera.
Un problema de condiciones de frontera aparece en muchos aspectos de la física, como en las ecuaciones diferenciales que explican ciertos problemas físicos. Problemas que involucran la ecuación de onda son comúnmente problemas de condiciones de frontera. Muchas clases de problemas de valores de frontera importantes son los problemas de Sturm-Liouville. El análisis de estos problemas involucran funciones propias y operadores diferenciales.
Muchos de los primeros problemas de valor de frontera han sido estudiados mediante los problemas de Dirichlet, o buscando una función armónica (solución de una ecuación de Laplace) cuya solución está dada por el principio de Dirichlet.